# قانون تابعیت ایالات متحده آمریکا

نشان ایالات متحده

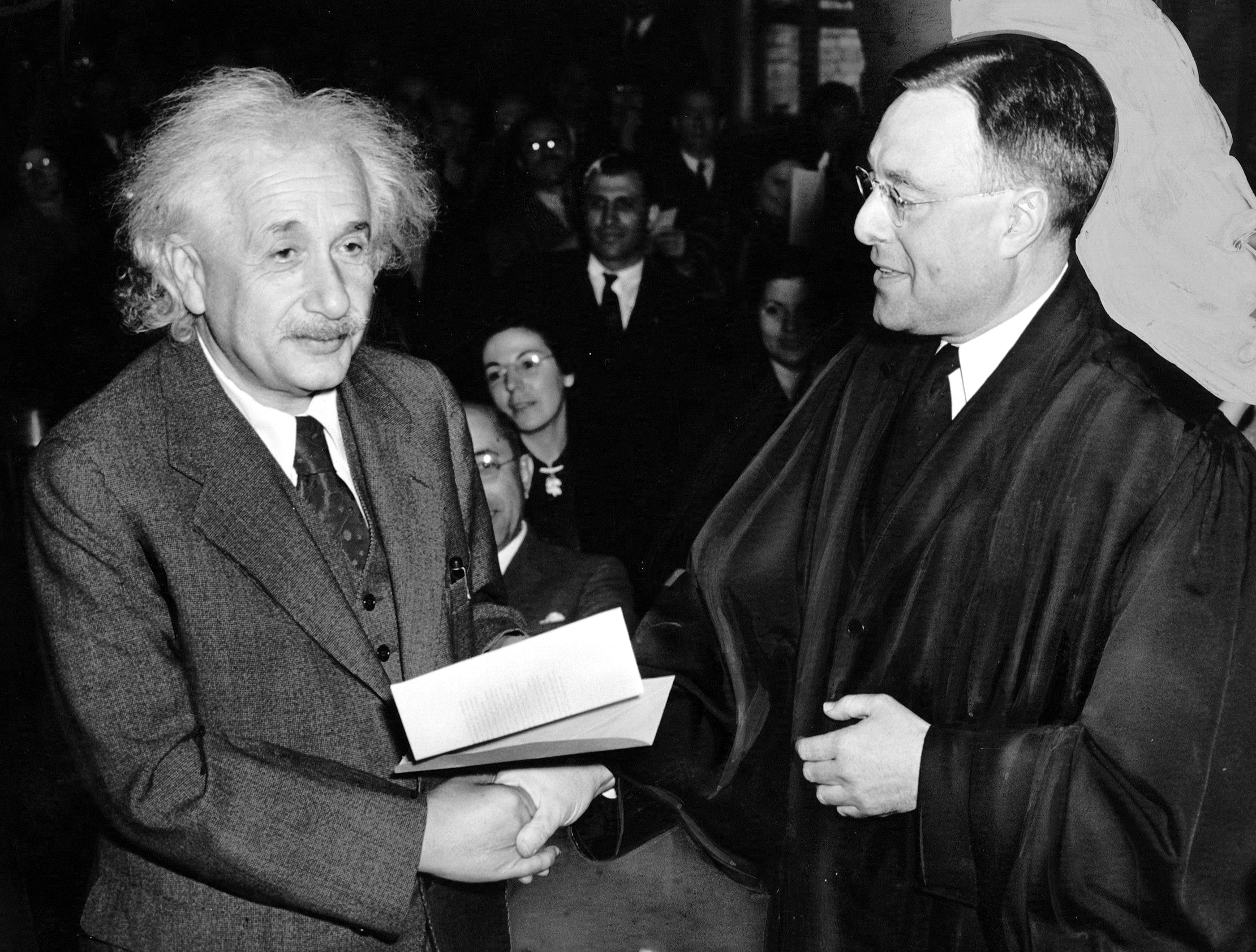
فیزیکدان آلبرت اینشتین در حال دریافت گواهی تابعیت آمریکا از قاضی فیلیپ فورمن در سال ۱۹۴۰.

اصل اول قانون اساسی ایالات متحده آمریکا امکان ایجاد یک قاعده یکدست اعطای تابعیت را منحصراً به کنگره ایالات متحده آمریکا اعطا می‌کند. قانون مهاجرت و تابعیت ۱۹۵۲ الزامات قانونی کسب یا ترک تابعیت آمریکایی را مشخص می‌کند. این الزامات از زمان تصویب متمم چهاردهم قانون اساسی ایالات متحده آمریکا صریحتر شده‌اند و جدیدترین تغییرات به قانون موضوعه در ۲۰۰۱ به وسیله کنگره آمریکا داده شده است.

## کسب تابعیت
راه‌های متعددی وجود دارد که فرد تابعیت ایالات متحده را یا هنگام تولد یا بعدتر در طول حیات کسب کند

### تولد در ایالات متحده[۳][۴]
بند ۱ متمم چهاردهم قانون اساسی ایالات متحده آمریکا بیان می‌دارد "تمام کسانی که در ایالات متحده متولد شده‌اند یا تابعیت آن را دارا هستند، و شامل قوانین قضایی آن می‌گردند، تبعه ایالات متحده و ایالت محل اقامتشان محسوب می‌شوند."
تا کنون (در سال ۲۰۱۵) «ایالات متحده»" تمام قلمروهای مسکون به جز ساموآی آمریکا و جزیره سواینسرا در بر می‌گیرد.

### از طریق تولد در خارج از کشور از شهروندان ایالات متحده

#### تولد در خارج از دو[۳][۴]شهروند ایالات متحده
به یک کودک به طور خودکار شهروندی داده می‌شود اگر:
1. والدینش هر دو هنگام تولد کودک شهروند ایالات متحده بوده باشند؛
2. والدین متأهل بوده؛ و
3. اقلاً یکی از والدین پیش از تولد کودک در ایالات متحده زندگی کرده باشد طبق INA 301(c) و INA 301(a)(3) , "و یکی از آنها اقامت داشته باشد."

مدت زمانی خاصی مشخص نشده است."
گواهی تولد شخص در خارج، در صورتی که در کنسولگری یا سفارت آمریکا به ثبت رسیده باشد گواهی شهروندی است.

#### تولد در خارج از ایالات متحده از یک شهروند ایالات متحده
شخصی که پس در ۱۴ نوامبر ۱۹۸۶ یا پس از آن به دنیا آمده باشد شهروند آمریکاست اگر آنچه در پی می‌آید در مورد وی صدق کند:
1. والدین او هنگام تولد او متأهل باشند
2. یکی از والدین شخص مورد نظر در هنگام تولد او شهروند آمریکا باشد
3. والد شهروند اقلاً پنج سال پیش از تولد کودک در آمریکا زندگی کرده باشد
4. حداقل دو سال از این پنج سال پس از تولد ۱۴ سالگی والد شهروند بوده باشد

گواهی تولد شخص در خارج، در صورتی که در کنسولگری یا سفارت آمریکا به ثبت رسیده باشد گواهی شهروندی است.

#### فرزندخواندگی
لایحه شهروندی کودک سال ۲۰۰۰ ضمیمه لایحه مهاجرت و تابعیت شد تا برای کودکان متولد خارج خاصی از جمله کودکانی که از سوی شهروندان آمریکایی به فرزندخواندگی پذیرفته شده‌اند شهروندی آمریکا فراهم کند.

### کسب تابعیت

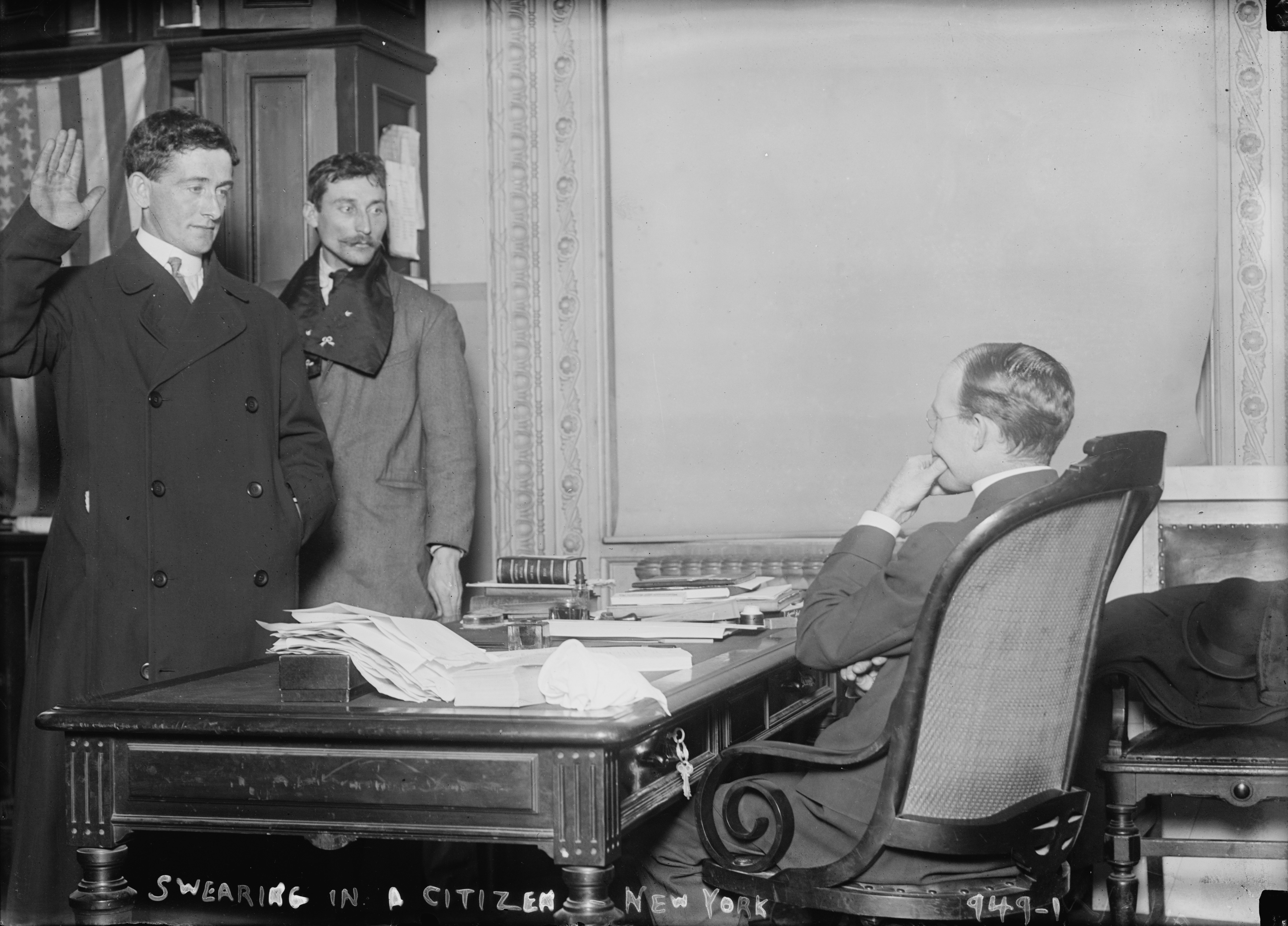
یک قاضی در حال ادای سوگند شهروندان جدید، ۱۹۱۰

کسی که از یک شهروند آمریکا زاده نشده باشد می‌تواند از طریق فرایندی موسوم به کسب تابعیت شهروندی آمریکا بگیرد.

#### شرایط کسب تابعیت
برای کسب تابعیت ایالات متحده شخص باید هنگام تقاضا کردن اقلاً هیجده سال سن داشته باشد، مقیم دائم باشد، و در پنج سال پیش از تقاضا کردن وضعیت مقیم دائم قانونی آمریکا را داشته باشد (این لازمه به سه سال تقلیل می‌یابد در صورتی که آنها (آ) وضعیت اقامت دائمی قانونی را کسب کرده، (ب) با یک شهروند در سه سال گذشته ازدواج و زندگی کرده باشند و (ج) همسر در سال پیش از تقاضای کسب تابعیت شهروند آمریکا بوده باشد) آنها همچنین باید در ۶۰ ماه منتهی به تاریخ تقاضا اقلاً ۳۰ ماه در آمریکا بوده باشند. همچنین در صورتی که حین این ۶۰ ماه مقیم دائمی در یک بازه پیوسته ۶ ماهه یا طولانی‌تر در خارج از آمریکا بوده باشند واجد شرایط کسب تابعیت نخواهند بود (استثناهای مشخصی به دوره‌های پیوسته ۶ ماهه تا ۱ ساله قابل اعمال است) آنها باید «اشخاص دارای شخصیت اخلاقی نیکو» بوده و در امتحانی در خصوص تاریخ و حکومت آمریکا قبول شوند.